# Vanessa Beecroft

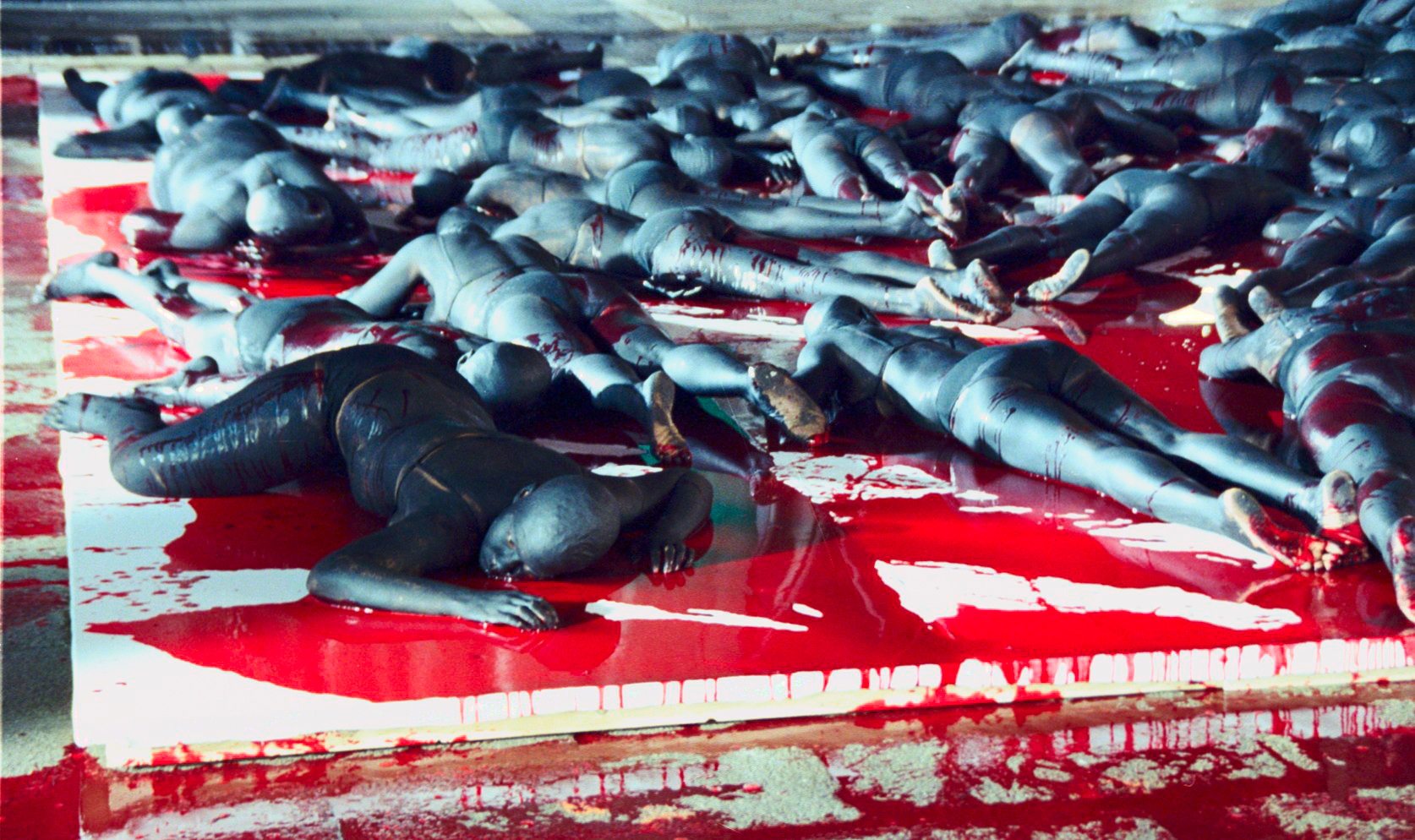
Still Death! Darfur Still Death av Vanessa Beecroft.

Vanessa Beecroft, född 25 april 1969 i Genua, är en italiensk koncept- och performancekonstnär. 

## Biografi
Vanessa Beecroft föddes i Genua som dotter till föräldrar från Storbritannien och Italien. Hon studerade arkitektur i Genua 1983-1987 och 1988-1993 scenografi vid Accademia di belle arti di Brera i Milano. Sedan 1994 har hon skapat en serie rumsscenerier eller installationer med nakna och klädda personer, ofta med professionella modeller, en modern form av tableau vivant. 
I motsats till klassisk performancekonst deltar inte konstnären själv, utan agerar i bakgrunden som en regissör, koreograf och scenograf. I viss utsträckning påminner detta om 
Spencer Tunicks installationer, där han dock normalt arbetar utomhus och med amatörer.
Beecrofts första verk var VB01, i Milano 1993. Året därpå i Andrea Rosen Gallery, för första gången i New York City. År 1994 ordnades VB08 på P.S.1 i Long Island City, New York.
I VB55 (2005) deltog etthundra stående kvinnor Berlins nya Nationalgalleri under tre timmar. I oktober 2005 ordnades en installation vid öppnandet av Louis Vuittons butik på Champs-Élysées i Paris.
VB46, vid Gagosian Gallery i Kalifornien fick kritik från feministiska konstnärer. Beecroft menas inte ge tillräcklig uppskattning och erkännande för den tid, ansträngning och engagemang som hennes modeller lägger ner på arbetet.
Vid den 52:a Venedig-Biennalen hölls den mest politiskt engagerade installationen, VB61, Still Death! Darfur Still Deaf? (2007), med omkring 30 sudanesiska liggande kvinnor på en vit väv på marken, som symbol för folkmordet i Darfur. En installation I PAC i Milano 2009 visade "den sista måltiden". 
Vanessa Beecroft arbetar numera från USA och bor på Long Island i New York. Hon är gift med sociologen Greg Durkin och har två söner.